# جعفرآباد (سلسله)
جعفرآباد، روستایی از توابع بخش فیروزآباد شهرستان سلسله در استان لرستان ایران است.

## جمعیت
این روستا در دهستان فیروزآباد قرار دارد و بر اساس سرشماری مرکز آمار ایران در سال ۱۳۹۵، جمعیت آن ۵۵ نفر بوده که ۳۱ نفر مرد و ۲۴ نفر زن بوده اند. این در حالی است که جمعیت این روستا در مقایسه با سرشماری سال ۱۳۸۵، ۳۹ نفر کاهش داشته است. روستای جعفرآباد دارای ۱۹ خانوار می باشد.